# Carlos Irazábal
Carlos Irazábal (Zaraza, Venezuela, 14 de agosto de 1907 - Caracas, Venezuela, 30 de octubre de 1991) fue un abogado, político y diplomático venezolano. Fue cónsul general de Venezuela en Ámsterdam, embajador plenipotenciario en Holanda, embajador en Trinidad y Tobago, y en República Dominicana.

## Vida
Fue hijo del médico guariqueño Carlos Irazábal Pérez y de Enriqueta Tirado. Sus primeros estudios los cursó en el Colegio Municipal de Zaraza. En 1919, se trasladó a Caracas junto con su familia y allí estudió su bachillerato en el Colegio Salesiano y en el Liceo de Caracas. Al graduarse como bachiller entró a estudiar derecho en la Universidad Central de Venezuela (UCV). Irazábal participa en los sucesos de la Semana del Estudiante en febrero de 1928 su padre fue detenido y enviado al  Castillo de Puerto Cabello por equivocación siendo confundido con su hijo.
En 1930, retomó sus estudio de derecho y los culminó al año siguiente, al mismo tiempo en que muere su padre quien se encontraba encarcelado, ante esto decide irse del país y se dirige a Colombia. Una vez residenciado en Barranquilla, entra en contacto con otros líderes de la oposición venezolana que también se encontraban exiliados. Después de seis meses allí decidió ir hacia la isla de Trinidad y Tobago, allí conoció a Miguel Otero Silva.
Después de Trinidad se dirigió hacia España donde vivían algunos familiares de él. Allí se involucró en actividades organizadas contra el régimen del presidente Juan Vicente Gómez. En 1936, regresó a Venezuela y se inscribió en el Partido Republicano Progresista (PRP) en oposición al régimen del presidente Eleazar López Contreras. Al año siguiente, es expulsado del país junto a varios otros dirigentes políticos por ser considerados comunistas. Se exilió en México, pero al poco tiempo volvió a Venezuela de forma clandestina, Irazábal fue descubierto y enviado al Castillo de San Carlos[¿cuál?], posteriormente es enviado al Castillo de Puerto Cabello y deportado nuevamente a México.
A principios de los años 40 regresó a Venezuela, y en 1941 junto con  Francisco Kotepa Delgado y Miguel Otero Silva, creó el semanario humorístico El Morrocoy Azul. En 1944, fue designado por el presidente Isaías Medina Angarita como miembro de la Comisión Preparatoria de la Ley de Reforma Agraria; al año siguiente fue elegido como diputado por el  Distrito Federal y nombrado miembro del  Consejo Supremo Electoral.
En 1958, fundó junto con Alejandro Hernández, Raimundo Aristeguieta, Angel Cervini y Luis Hernández Solis, la Asociación Pro-Venezuela en donde fue vicepresidente ejecutivo.

## Obras
- Hacia la democracia (1939)
- Venezuela esclava y feudal (1961)

En ambas obras hace por primera vez un análisis económico de la historia de Venezuela desde un punto de vista marxista. Estas obras serán el inicio de corrientes de pensamiento que usarán las categorías del materialismo histórico para analizar y explicar los problemas políticos y económicos de la sociedad venezolana. Acusa al pensamiento caudillista venezolano del atraso económico en el que se vive y defiende la existencia de los partidos políticos como instrumento para lograr la democracia. Estas obras se oponen a la tesis positivista esgrimida por Laureano Vallenilla Lanz del gendarme necesario.